# Forever Marshall Islands
Forever Marshall Islands è l'inno nazionale delle Isole Marshall. L'autore del testo e della musica, in lingua inglese, è l'ex presidente Amata Kabua. Il brano è stato adottato come inno nel 1991.

## Testo
My island (heart) lies o'er the ocean
Like a wreath of flowers upon the sea
With a (the) light of Maker from far above
Shining the with the brilliance of rays of life
Our Father's wondrous creation
Bequeathed to us, our Motherland
I'll never leave my dear home sweet home
God of our forefathers protect and bless forever Marshall Islands.

## Traduzione
La mia isola (cuore) si trova sull'oceano
Come una corona di fiori sul mare
Con una (la) luce del Creatore da molto lontano
Splende con la brillantezza dei raggi della vita
La meravigliosa creazione del Padre Nostro
Lasciata in eredità a noi, la nostra Patria
Io non lascerò mai la mia cara casa dolce casa
Il Dio dei nostri antenati protegga e benedica sempre le Isole Marshall.